# Liste der Monuments historiques in Plombières-lès-Dijon
Die Liste der Monuments historiques in Plombières-lès-Dijon führt die Monuments historiques in der französischen Gemeinde Plombières-lès-Dijon auf.

## Liste der Immobilien
| Bezeichnung       | Beschreibung                    | Standort               | Kennzeichnung | Schutzstatus | Datum     | Bild           |
| ----------------- | ------------------------------- | ---------------------- | ------------- | ------------ | --------- | -------------- |
| Kirche St-Baudèle | aus dem 15. und 16. Jahrhundert | Rue de l’Eglise (Lage) | PA00112585    | Classé       | 1862 1914 | weitere Bilder |

## Liste der Objekte
| Bezeichnung                                 | Beschreibung                                      | Standort                        | Kennzeichnung | Schutzstatus | Datum | Bild           |
| ------------------------------------------- | ------------------------------------------------- | ------------------------------- | ------------- | ------------ | ----- | -------------- |
| Skulptur Madonna mit Kind (1)               | Kalkstein, zweite Hälfte des 15. Jahrhunderts     | in der Kirche St-Baudèle (Lage) | PM21001716    | Classé       | 1913  |                |
| Skulptur Madonna mit Kind (2)               | Holz, farbig gefasst, 18. Jahrhundert             | in der Kirche St-Baudèle (Lage) | PM21001717    | Classé       | 1913  |                |
| Pietà                                       | Kalkstein, 16. Jahrhundert                        | in der Kirche St-Baudèle (Lage) | PM21001719    | Classé       | 1938  |                |
| Kandelaber                                  | Bronze, Marmor, Anfang des 19. Jahrhunderts       | in der Kirche St-Baudèle (Lage) | PM21001721    | Classé       | 1944  |                |
| Zwei Kerzenhalter für Prozessionen          | Holz, bemalt, 18. Jahrhundert                     | in der Kirche St-Baudèle (Lage) | PM21001722    | Classé       | 1966  |                |
| Prozessionsstab Heiliger Baudelius          | Holz, bemalt, 18. Jahrhundert                     | in der Kirche St-Baudèle (Lage) | PM21001723    | Classé       | 1966  |                |
| Gemälde Auferstehung Christi                | Ölfarbe auf Leinwand, signiert Gabriel Revel 1696 | in der Kirche St-Baudèle (Lage) | PM21001724    | Classé       | 1976  |                |
| Gemälde Heilige Cäcilia                     | Ölfarbe auf Leinwand, 17. Jahrhundert             | in der Kirche St-Baudèle (Lage) | PM21001725    | Classé       | 1976  |                |
| Gemälde Unterweisung Mariens                | Ölfarbe auf Leinwand, bezeichnet 1615             | in der Kirche St-Baudèle (Lage) | PM21001726    | Classé       | 1976  | weitere Bilder |
| Gemälde Madonna mit Kind und Johannesknaben | Ölfarbe auf Nussbaumholz, um 1520; nach Raffael   | in der Kirche St-Baudèle (Lage) | PM21001727    | Classé       | 1976  | weitere Bilder |
| Gemälde Heiliger Franziskus von Assisi      | Ölfarbe auf Leinwand, um 1690                     | in der Kirche St-Baudèle (Lage) | PM21003611    | Inscrit      | 1978  | weitere Bilder |
| Skulptur Christi Himmelfahrt                | Holz, vergoldet, 18. Jahrhundert                  | in der Kirche St-Baudèle (Lage) | PM21003612    | Inscrit      | 1978  |                |
| Gedenktafel an die Gründung des Maison-Dieu | Kalkstein, bezeichnet 1495                        | in der Kirche St-Baudèle (Lage) | PM21001718    | Classé       | 1938  |                |
| Glocke                                      | Bronze, 1785 gegossen                             | in der Kirche St-Baudèle (Lage) | PM21001720    | Classé       | 1943  |                |